# لارنس هاربور (نیوجرسی)
لارنس هاربور (به انگلیسی: Laurence Harbor) یک منطقهٔ مسکونی در ایالات متحده آمریکا است که در اولدبریج، نیوجرسی واقع شده‌است. لارنس هاربور ۷٫۶۴۸ کیلومتر مربع مساحت و ۶٬۵۳۶ نفر جمعیت دارد و ۹ متر بالاتر از سطح دریا واقع شده‌است.